# Gabriel Almond
Gabriel A. Almond (12 de janeiro de 1911, Rock Island—25 de dezembro de 2002) foi um cientista político estadunidense, mais conhecido por seu trabalho pioneiro em política comparada, desenvolvimento político e cultura política. Almond foi professor-visitante em várias universidades, incluindo a Universidade de Tóquio, em Kiev e Belo Horizonte, Brasil.

## Trabalho
Almond ampliou o campo da ciência política na década de 1950, integrando abordagens de outras disciplinas das ciências sociais, como sociologia, psicologia e antropologia, em seu trabalho. Ele transformou o interesse pela política externa em estudos sistemáticos de cultura e desenvolvimento político comparativo. A pesquisa de Almond acabou cobrindo muitos tópicos, incluindo a política dos países em desenvolvimento, o comunismo e o fundamentalismo religioso.
Almond foi um autor prolífico, publicando 18 livros e vários artigos de periódicos, e co-escrevendo muitos outros. Sua obra mais famosa foi The Civic Culture (1963), em co-autoria com Sidney Verba. Popularizou a ideia de uma cultura política  – um conceito que inclui o caráter nacional e como as pessoas escolhem se governar – como um aspecto fundamental da sociedade. Almond e Verba distinguiram diferentes culturas políticas de acordo com seu nível e tipo de participação política e a natureza das atitudes das pessoas em relação à política. A Cultura Cívica foi um dos primeiros estudos de pesquisa transnacionais em larga escala realizados em ciência política e estimulou grandemente os estudos comparativos da democracia.
Almond também contribuiu para o trabalho teórico sobre desenvolvimento político. Em Comparative Politics: A Developmental Approach (1966), Almond e G. Bingham Powell propuseram uma variedade de formas culturais e funcionais de medir o desenvolvimento das sociedades. Por um período nas décadas de 1960 e 1970, as abordagens de Almond passaram a definir a política comparada.
Em um artigo de 1991 intitulado "Capitalismo e Democracia", em dois parágrafos Almond afirmou quais deveriam ser as agendas básicas para o estudo da governança nas universidades americanas: que o capitalismo e a democracia coexistem como os sistemas de governança predominantes em todo o mundo e eles invariavelmente interagem uns com os outros e se transformam ao longo do tempo".

## Consenso Almond–Lippmann
As semelhanças entre a visão de Almond e a de Walter Lippmann produziram o que ficou conhecido como o consenso Almond-Lippmann, que se baseia em três pressupostos:
1. A opinião pública é volátil, mudando erraticamente em resposta aos desenvolvimentos ou manipulações mais recentes.[3] As crenças de massa no início do século XX eram "muito pacifistas na paz e muito belicosas na guerra, muito neutralistas ou apaziguadoras nas negociações ou muito intransigentes".[4]
2. A opinião pública é incoerente, carece de uma estrutura organizada ou consistente a tal ponto que as opiniões dos cidadãos norte-americanos podem ser melhor descritas como "não atitudes".[5]
3. A opinião pública é irrelevante para o processo de formulação de políticas. Os líderes políticos ignoram a opinião pública porque a maioria dos americanos não pode "compreender nem influenciar os próprios eventos dos quais suas vidas e felicidade dependem".[6][7]

O consenso Almond-Lippmann foi altamente influente nas décadas de 1950 e 1960, mas enfraqueceu após a Guerra do Vietnã. A pesquisa atual refutou muito do consenso Almond-Lippmann, especialmente o segundo ponto de que a opinião pública é incoerente e carece de organização. De fato, pesquisas feitas pela Universidade de Pittsburgh e pela Universidade de Kentucky sugeriram que os americanos chegam a uma opinião sobre política externa usando ideologias abstratas, mas muitas vezes consistentes. Essas ideologias incluem suas atitudes em relação ao comunismo, militarismo, isolacionismo e assim por diante.
Lippmann retratou sua visão anterior, argumentando que o público havia adotado uma abordagem mais sóbria da guerra do que os chefes de governo.

## Obras selecionadas
- Aggressive Behavior by Clients Toward Public Relief Administrators: A Configurative Analysis. 1934. "American Political Science Review", 28(4): 643-655. (com Harold D. Lasswell).
- The American People and Foreign Policy. 1950. Harcourt, Brace.
- The Appeals of Communism. 1954. Princeton University Press.
- The Politics of the Developing Areas. 1960. Princeton University Press. (editado com James S. Coleman).
- The Civic Culture: Political Attitudes and Democracy in Five Nations. 1963. Princeton University Press. (com Sidney Verba).
- Political Theory and Political Science. 1966. "American Political Science Review", 60(4): 869-879.
- Comparative Politics: A Developmental Approach. 1966. Little, Brown. (com G. Bingham Powell, Jr.).
- Comparative Politics Today: A World View. 1974. Little, Brown. (editor).
- Crisis, Choice, and Change: Historial Studies of Political Development. 1975. Little, Brown. (editado com Scott Flanagan e Robert Mundt).
- The Civic Culture Revisited. 1980. Little, Brown. (editado com Sidney Verba).
- The Return to the State. 1988. "American Political Science Review", 82(3): 853-874.
- A Discipline Divided: Schools and Sects in Political Science. 1990. Sage.
- Strong Religion: The Rise of Fundamentalisms Around the World. 2003. University of Chicago Press. (comh R. Scott Appleby e Emmanuel Sivan).